# Élisabeth Sophie Chéron
Élisabeth Sophie Chéron, född 3 oktober 1648 i Paris, död 3 september 1711 i Paris, var en fransk konstnär, poet, musiker och målare. Hon var från 1672 medlem av franska konstakademien. Chéron finns representerad vid bland annat Nationalmuseum i Stockholm.